# Andrea Bari
Andrea Bari (Senigallia, 5 marzo 1980) è un ex pallavolista italiano, di ruolo libero.

## Carriera
Nato a Senigallia ma cresciuto e residente ad Ostra dove è compagno di classe di Emanuele Birarelli, che ritroverà nel settore giovanile di Falconara, dal 2007 al 2013 a Trento e nella stagione 2016-17 a Perugia, oltre che in nazionale, inizia a giocare a pallavolo nella piccola società del suo paese, per poi trasferirsi nel prestigioso settore giovanile del Falconara Pallavolo. Grazie agli ottimi fondamentali difensivi riesce ad approdare in prima squadra, sfruttando la nascita del ruolo del libero. Dopo due stagioni in serie B1 esordisce nel massimo campionato nazionale: con la maglia di Taranto disputa il campionato 2001-02. Negli anni successivi milita sempre in A1, con le maglie del Perugia e Gioia del Colle prima di approdare, nel 2005, alla Trentino Volley.
Il 7 maggio 2008 si laurea per la prima volta Campione d'Italia, mentre il 5 aprile 2009 conquista la Champions League. Il 2009 termina con la vittoria della Coppa del Mondo per club. Il ritorno alla vittoria in patria è del 2010: conquista la Coppa Italia nella Final Four di Montecatini Terme, mentre in Europa conquista per il secondo anno consecutivo la Champions League, vincendo anche il titolo di miglior libero della manifestazione.
Andrea Anastasi lo convoca in Nazionale per i Mondiali del 2010 in Italia, ma lo utilizza raramente in campo.
Nella stagione 2010-2011 con Trento si laurea campione d'Italia, d'Europa (venendo anche eletto miglior libero della Champions League) e del mondo. Diventa libero titolare con la Nazionale italiana, con cui partecipa alle finali della World League 2011, vince l'argento al campionato europeo 2011, venendo eletto miglior libero della manifestazione e nel 2012 vince la medaglia di bronzo ai Giochi della XXX Olimpiade di Londra.
Nella stagione 2013-14, dopo essere stato ben otto anni a Trento, passa alla Gruppo Sportivo Porto Robur Costa di Ravenna, dove resta per altre tre annate. Nella stagione 2016-17 passa alla Sir Safety Perugia, sempre in Serie A1.
Per il campionato 2017-18 si accasa alla Marconi Volley Spoleto in Serie A2 per il suo ultimo campionato professionistico, accettando quindi la proposta del Volley 3 di Belvedere Ostrense con cui disputa la Serie C nella stagione 2018-19 nel ruolo di schiacciatore.

## Palmarès

### Club
- Campionato italiano: 3

2007-08, 2010-11, 2012-13
- Coppa Italia: 3

2009-10, 2011-12, 2012-13
- Supercoppa italiana: 1

2011
- Campionato mondiale per club: 4

2009, 2010, 2011, 2012
- Champions League: 3

2008-09, 2009-10, 2010-11
- Coppa Italia di Serie A2: 1

1997-98

### Nazionale (competizioni minori)
- Campionato europeo under 19 1997
- Campionato mondiale under 19 1997
- Universiade 2005

### Premi individuali
- 2010 - Champions League: Miglior libero
- 2011 - Champions League: Miglior libero
- 2011 - Campionato europeo: Miglior libero